# Samatiguila
Samatiguila est une ville de la région du Denguélé, située au nord ouest de la Côte d'Ivoire.
Depuis le 14 août 2008, elle est devenue chef-lieu de département après avoir été une sous-préfecture du département d'Odienné.
Il s'agit d'un lieu particulièrement islamisé qui abrite une mosquée millénaire, la plus ancienne du pays.

## Géographie

### Situation
La ville, située à 9° 82 de latitude nord et 7° 56 de longitude ouest, fait partie de la grande Région du Denguélé, la plus septentrionale du pays, frontalière du Mali et de la Guinée. Elle se situe à 30 km de la frontière avec le Mali. Les villes les plus proches, qui sont aussi les chefs-lieux des départements éponymes, sont Odienné et Madinani, dans la même région, Boundiali et Tingréla dans la Région des Savanes, auxquelles elle est reliée par des pistes en latérite, ainsi que  Bougouni au Mali et Kankan en Guinée. Elle se situe à 900 km d’Abidjan, la capitale économique et plus grande ville du pays et à 700 km de Yamoussoukro, la capitale politique.

## Histoire
Le fondateur de la ville est N'golodjan Koné dit "samatigui" (le maitre des éléphants) car c'était un redoutable chasseur. D'ailleurs, jusqu'aujourd'hui, les "Koné" restent les propriétaires terriens a Samatiguila qui signifie chez le maitre des éléphants, et c'est donc à la suite de N'golodjan que tous les autres sont venus s'installer notamment les Camara ou Kamara, les Diaby, les Soumahoro, les Berthé ou Bereté, les Diabaté ou Diabagaté, les Sy-savané ou Savané, les Samassi, les Sylla, les Touré, Les Cissé, etc.

## Administration
Une loi de 1978 a institué 27 communes de plein exercice sur le territoire du pays. Au nombre de celles-ci, figure Samatiguila. La commune, collectivité territoriale, est administrée par un conseil municipal présidé par le maire. 
| Date d'élection | Identité      | Parti | Qualité         | Statut |
| --------------- | ------------- | ----- | --------------- | ------ |
| 2001            | Ali DIABY     | RDR   | Homme politique | élu    |
| 2013            | Lanciné Diaby | RDR   | Homme politique | élu    |

### Services publics et parapublics
Parmi les services publics présents avant la crise de 2002 figuraient la brigade de la Gendarmerie nationale et une unité du « Service civique ». Le gouvernement de Laurent Gbagbo a récemment[Quand ?] relancé le programme de « Service civique » avec pour objectif premier la réinsertion des anciens combattants des Forces nouvelles.
Les services parapublics sont constitués par la Compagnie ivoirienne d'électricité (anciennement EECI), la Poste de Côte d’Ivoire, installée depuis 1977 dont l'unique bureau dans le département se situe à Samatiguila, la Société de distribution d'eau de la Côte d'Ivoire (SODECI), et l’Agence nationale d’appui au développement rural (ANADER) qui a repris les prérogatives de la SODEPRA, dissoute en 1994 dans le cadre de la restructuration du secteur agricole : construction de barrages, de lieux de vaccination, distribution de semences de cultures fourragères à des prix subventionnés.

## Société

### Éducation
Samatiguila compte un collège municipal, créé en 1987 et 3 écoles primaires dont 1 école maternelle primaire et 1 école primaire islamique.

### Santé
La ville est équipée d'un centre de santé.